# Richard Remer
Richard Frederick Remer (ur. 21 czerwca 1883 w Brooklynie w Nowym Jorku, zm. 18 lipca 1973 w Fort Lauderdale) – amerykański lekkoatleta (chodziarz), medalista olimpijski z 1920.
Zdobył brązowy medal w chodzie na 3000 metrów na igrzyskach olimpijskich w 1920 w Antwerpii, za Ugo Frigerio z Włoch i George’em Parkerem z Australii.
Był halowym mistrzem Stanów Zjednoczonych w chodzie na 2 mile w 1914, 1917 i 1918 oraz w chodzie na 1 milę w 1921.